# セルジュ・アカクポ
セルジュ・オニャドン・アカクポ（Serge Ognadon Akakpo 、1987年10月15日 - ）は、トーゴ・ロメ出身の元プロサッカー選手。元トーゴ代表。現役時代のポジションは、ディフェンダー。

## クラブ経歴
AJオセールの下部組織で育成され、2007年7月にトップチームデビュー。
2009年1月のオセール退団以降、東欧やトルコのクラブを転々とした。
2017年1月31日、トルコ2部のガズィアンテプBBに移籍。

## 代表歴
2008年9月10日のザンビア戦でトーゴ代表初キャップ。これ以前にフランスやベナンの世代別代表として出場していた経歴がある。2010年1月、アフリカネイションズカップ2010開催地のアンゴラでバスに乗車中、反政府武装ゲリラに襲撃された。

### ゴール
2017年2月2日現在
| # | 開催日         | 会場   | 対戦国   | スコア | 結果 | 試合概要                           |
| - | -------------- | ------ | -------- | ------ | ---- | ---------------------------------- |
| 1 | 2014年10月15日 | ロメ   | ウガンダ | 1–0    | 1–0  | アフリカネイションズカップ2015予選 |
| 2 | 2015年9月4日   | ジブチ | ジブチ   | 1–0    | 2–0  | アフリカネイションズカップ2017予選 |

## タイトル

### クラブ
ジリナ
- フォルトゥナ・リーガ (1): 2011–12
- スロヴェンスキー・ポハール (1): 2011–12